# Província d'Artvin

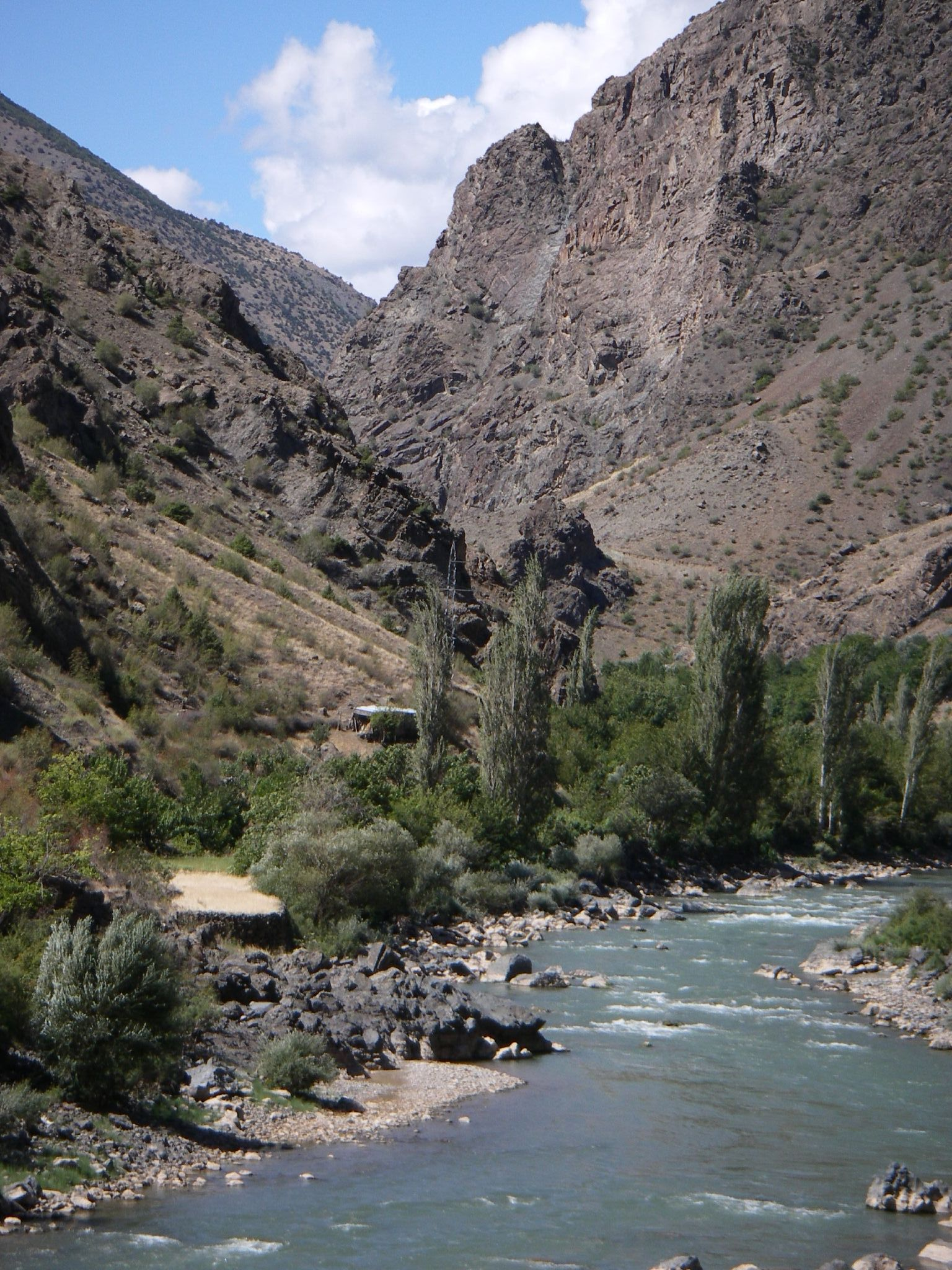
Paisatge d'Artvin

Artvin és una de les 81 províncies en què està dividida Turquia, administrada per un governador designat pel govern central. Està situada al cantó nord-oriental del país, a la costa de la mar Negra, just en la frontera amb Geòrgia.
La capital de la província és Artvin

## Etimologia
La província rep altres noms, segons l'idioma de què es tracti: georgià ართვინი (artvini), rus Ардвин (Ardvin), laz Art'vini.
Artvin ha estat coneguda amb els noms de Coroksi i Corok; Kollhis (Kolchis - Κολχίς en grec antic) o Livane (Livani - Λιβάνι en grec) al període romà d'Orient. L'actual província d'Artvin era una part de l'extens districte otomà de Livane.

## Història
Per a tot allò relatiu a la història de la zona, vegeu Artvin

## Districtes
La província d'Artvin està divida en 8 districtes (en negreta, el districte de la capital):
- Ardanuç
- Arhavi
- Artvin
- Borçka
- Hopa
- Murgul
- Şavşat
- Yusufeli